# Johann Georg Ziegler (Bildhauer)
Johann Georg Ziegler (* 9. Oktober 1744 in Messelhausen; † 20. Juli 1832 ebenda) war ein Bildhauer und Bildstockmeister. Er wirkte, zusammen mit seinen Söhnen, vor allem im Hochstift Würzburg.

## Leben
Johann Georg Ziegler wurde am 9. Oktober 1744 in Messelhausen geboren, das damals Teil des Einflussbereichs der Zobel von Giebelstadt war. Der Vater Franz Ziegler war als Briefbote für die Dorfherrschaft tätig. Johann Georg Ziegler begründete eine Bildhauertradition, die von der Familie Ziegler bis ins 20. Jahrhundert bewahrt wurde. Die Schwester des Johann Georg hatte in Bamberg den dort ansässigen Bildhauer Martin Mutschele geheiratet. Bei ihm ging Johann Georg wohl in die Lehre.
Ziegler lernte in Bamberg auch seine spätere Frau Elisabeth Schleich kennen. Wahrscheinlich kehrte er nach dem Ende seiner Lehrzeit Anfang der 1770er Jahre nach Messelhausen zurück. Erstmals trat er 1773 als Künstler in Erscheinung. Neben seiner Arbeit als Bildhauer betrieb Ziegler auch einen landwirtschaftlichen Betrieb im Dorf. Die Söhne Joseph (1773–1842) und Martin Ziegler (1778–1843) wurden ebenfalls Bildhauer und führten die Werkstatt des Vaters weiter. 
Der Bildhauer schuf seine Werke im Stil des Rokoko, wobei viele Arbeiten von einer handwerklichen Schematisierung geprägt sind, die keiner Epoche eindeutig zugeordnet werden kann. Ziegler und seine Söhne traten in die Fußstapfen der großen Rokoko-Werkstätten im südlichen Hochstift Würzburg, wobei häufig die Familie Auwera als Vorbild angeführt wird. Neben Kirchenausstattungen entstanden eine Vielzahl an Bildstöcken und Heiligendarstellungen. Johann Georg Ziegler starb mit 88 Jahren am 20. Juli 1832 in Messelhausen.

## Werke (Auswahl)

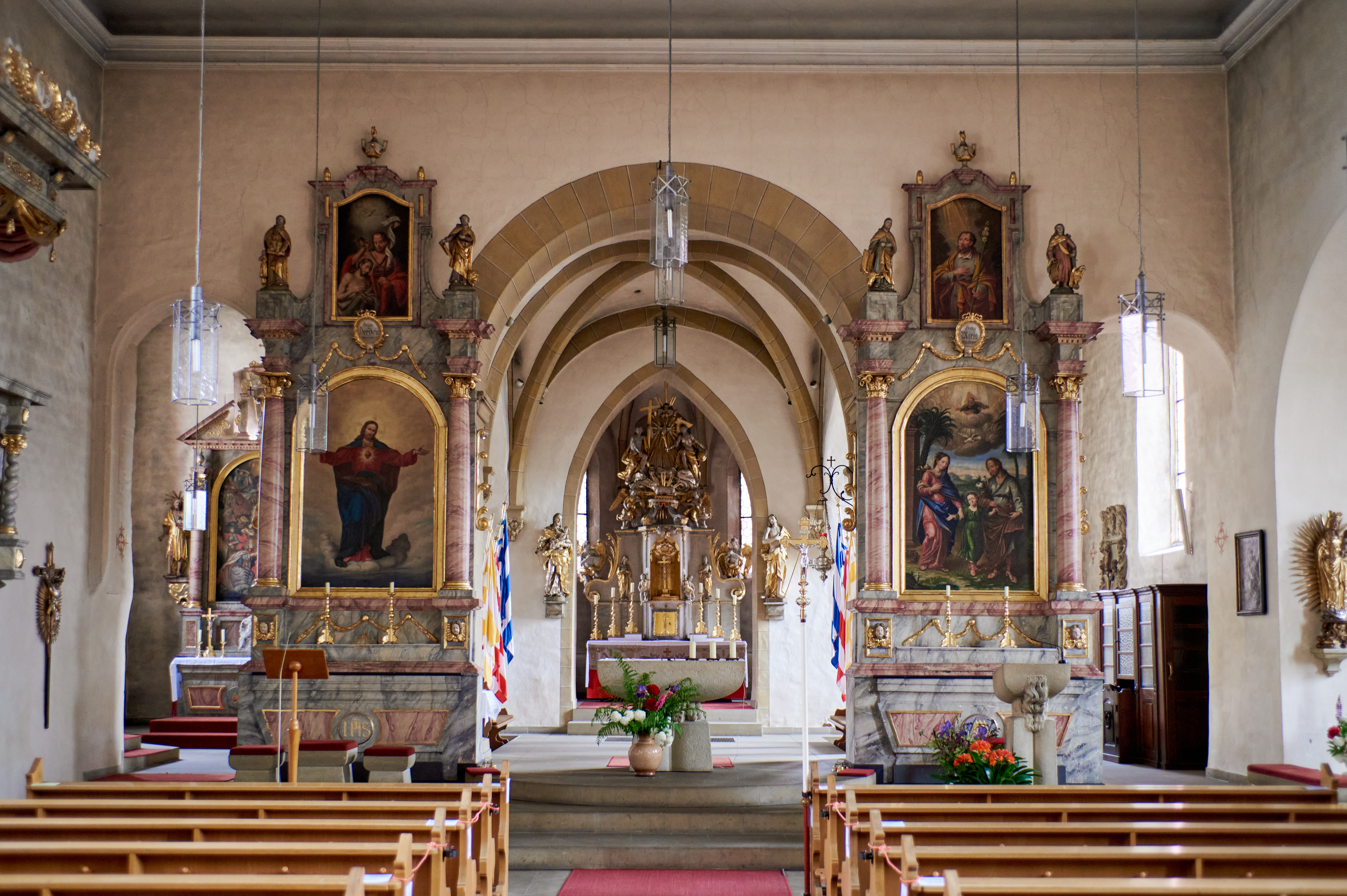
Nahezu die gesamte Ausstattung der Kilianskirche in Röttingen stammt aus der Werkstatt Ziegler

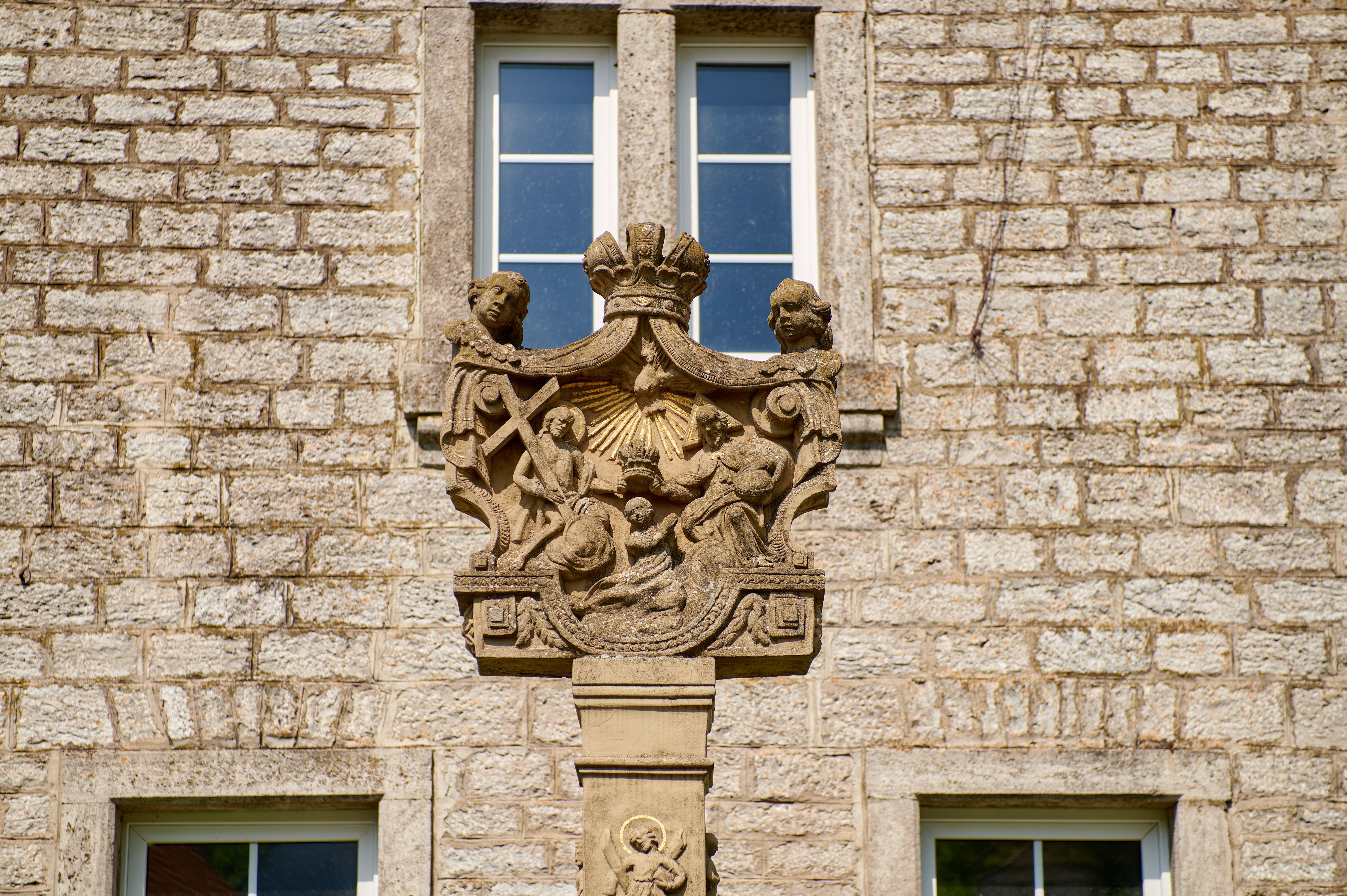
Typisch sind auch die Bildstöcke mit dem Motiv der gekrönten Maria, hier in Bütthard

- 1775, Messelhausen, St. Burkhard, Grabmal des Johann Franz Valentin Zobel von Giebelstadt-Darstadt
- 1779, Vilchband, St. Regiswindis, Hochaltar
- 1781, Messelhausen, Amtshaus, herrschaftliches Wappen
- 1783–1785, Stalldorf, Hochaltar, Kanzel, Chorbogenkreuz u. a.
- 1789, Bütthard, Bildstock, Mariä Krönung
- 1790, Oesfeld, Auferstandener Heiland
- 1792/1793, Oberbalbach, Immaculata
- 1795, Allersheim, Bildstock, Mariä Krönung
- 1799, Deubach, Bildstock, Mariä Krönung
- 1799, Dittigheim, Bildstock, Mariä Krönung
- 1799, Gaurettersheim, Bildstock, Bildsäule mit Immaculata
- 1802, Mergentheim, Holzapfelgasse 27, Mariä Krönung
- 1803, Baldersheim, Bildstock, Vierzehnheiligen
- 1804, Lauda, Pfarrkirche, Kanzel u. a.
- 1811, Acholshausen, Bildstock, Mariä Krönung
- 1815/1816, Röttingen, Pfarrkirche, Hochaltar, Seitenaltäre
- 1816, Gerlachsheim, Bildstock, Mariä Krönung
- 1816, Markelsheim, Bildstock, Mariä Krönung
- 1817, Baldersheim, Bildstock, Heilige Familie
- 1817, Bernsfelden, Bildstock, Monstranz, Kruzifix und Pietà
- 1824, Baldersheim, Pfarrkirche, Kreuzigungsgruppe u. a.
- 1825/1826, Burgerroth, St. Andreas, Hochaltar, Kanzel, Josephsaltar, Taufgruppe